# Nogometna reprezentacija Farskih Otoka
Nogometna reprezentacija Farskih Otoka predstavlja Farske Otoke u nogometu. Pod upravom je Nogometnog saveza Farskih Otoka. Jedna je od najslabijih nogometnih reprezentacija na svijetu te se do sada nije plasirala niti na jedno veliko natjecanje. Članica je FIFA-e i UEFA-e od 1988. godine.
Najveći uspjeh im je pobjeda rezultatom 1:0 nad nogometnom reprezentacijom Austrije, 1990. godine u kvalifikacijama za Euro 1992. To je ujedno bio i njihov prvi nastup na nekom službenom natjecanju, te se ta pobjeda smatra jednim od najvećih iznenađenja u povijesti nogometa. U ostatku kvalifikacija za Euro 1992. su osvojili još samo bod protiv Sjeverne Irske. 
Najuspješnije kvalifikacije su im bile za Svjetsko prvenstvo 2002., kada su osvojili čak sedam bodova. Tada su dva puta pobijedili Luksemburg i odigrali neodlučeno sa Slovenijom. U kvalifikacijama za Euro 2008. su protiv svjetskih prvaka Talijana izgubili s minimalnih 2:1. 

## Uspjesi

### Otočke igre
Prvaci: 2
- 1989., 1991

### Svjetska prvenstva
- 1930. do 1990. - nisu se natjecali
- 1994. do 2022. - nisu se kvalificirali

### Europska prvenstva
- 1960. do 1988. - nisu se natjecali
- 1992. do 2024. - nisu se kvalificirali

## Izbornici
- Páll Guðlaugsson (1988. – 1993.)
- Johan 'Melle' Nielsen i Jógvan Norðbúð (privremeno, 1993.)
- Allan Simonsen (1994. – 2001.)
- Henrik Larsen (2002. – 2005.)
- Jógvan Martin Olsen (2006. – 2008.)
- Heðin Askham (privremeno, 2009.)
- Brian Kerr (2009. – 2011.)
- Lars Olsen (2011. – 2019.)
- Håkan Ericson (2019. - )

## Kapetani
- Jóannes Jakobsen
- Jens Martin Knudsen
- Jan Dam
- Jens Kristian Hansen
- Óli Johannesen
- Jákup Mikkelsen
- Fróði Benjaminsen

## Najviše nastupa
1. Fródi Benjaminsen (94)
2. Óli Johannesen (83)
3. Jakup Mikkelsen (73)
4. Jens Martin Knudsen (65)
5. Julian Johnsson (62)
6. Jákup á Borg (61)
7. Atli Gregersen (59)
8. John Petersen (57)
9. Allan Mørkøre (54)
10. Rógvi Jacobsen (52)
11. Øssur Hansen (51)

## Najbolji strijelci
1. Rógvi Jacobsen (10)
2. Todi Jónsson (9)
3. Uni Arge (8)
4. Jóan Símun Edmundsson (7)
5. John Petersen (6)

## Vanjske poveznice
- Službena stranica